# 蒙德拉贡 (塔恩省)
蒙德拉贡（法語：Montdragon，法語發音：[mɔ̃dʁaɡɔ̃]）是法国奧克西塔尼大區塔恩省的一个市镇，属于卡斯特尔区。

## 地理
蒙德拉贡（43°46'27"N, 2°6'10"E）面积12.19 平方千米，位于法国奧克西塔尼大區塔恩省，该省份为法国南部内陆省份，北起顺时针与阿韦龙省、埃罗省、奥德省、上加龙省和塔恩-加龙省接壤。
与蒙德拉贡接壤的市镇（或旧市镇、城区）包括：格罗耶、拉贝西耶尔康代伊、拉布塔里、圣热内斯德孔泰斯、圣于连迪皮、雪拉克。

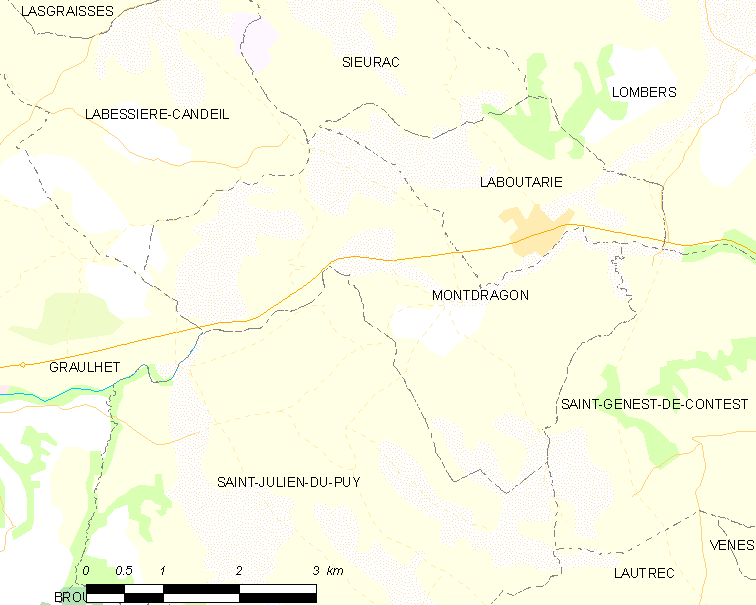
的OSM定位图

蒙德拉贡的时区为UTC+01:00、UTC+02:00（夏令时）。

## 行政
蒙德拉贡的邮政编码为81440，INSEE市镇编码为81174。

## 政治
蒙德拉贡所属的省级选区为阿古平原县。

## 人口

1962-2008年间人口变化图示

蒙德拉贡于2022年1月1日时的人口数量为613人。